# Nand Prayag
Nand Prayag é uma cidade e uma nagar panchayat no distrito de Chamoli, no estado indiano de Uttaranchal.

## Demografia
Segundo o censo de 2001, Nand Prayag tinha uma população de 1433 habitantes. Os indivíduos do sexo masculino constituem 56% da população e os do sexo feminino 44%. Nand Prayag tem uma taxa de literacia de 70%, superior à média nacional de 59.5%: a literacia no sexo masculino é de 78% e no sexo feminino é de 61%. Em Nand Prayag, 13% da população está abaixo dos 6 anos de idade.